# Kaufehe
Als Kaufehe wird eine Ehe bezeichnet, in der die Ehefrau eine dem Ehemann untergeordnete Stellung hat, die den Charakter einer Magd hat. Entsprechend gering sind auch ihre Rechte. Die Kaufehe kam in unterschiedlichen Kulturen vor.
- Im römischen Familienrecht hatte das Familienoberhaupt eine besondere Gewalt über alle Familienangehörigen, insbesondere über die Ehefrau. Im Libralakt zahlt der zukünftige Ehemann in Anwesenheit von fünf Zeugen einen symbolischen „Kaufpreis“ von einem As an den Vater. In frührömischer Zeit wurde die Ehe vermutlich tatsächlich als Kauf vollzogen. In der Zeit der Republik wurde diese als coemptio (Kauf) bezeichnete Form der Manusehe immer seltener praktiziert. Spätestens in der Kaiserzeit kam die Manusehe ganz außer Gebrauch.

- Aus Assyrien sind privatrechtliche Keilschrift-Urkunden über die Rechtsinstitute der Ehe und des Kaufes sowie über das Schuldrecht belegt, darunter auch Kaufehen. Die Wissenschaftler sind sich allerdings nicht einig, ob es sich dabei um einen Brautpreis im Sinne des römischen Rechts gehandelt habe.

- Bei den alten Prußen hatte die Ehefrau eine geringe Stellung inne. Sie wurde wie eine Magd behandelt, die nicht am Tisch des Mannes speiste. Nach dem Tode des Ehemannes fiel die Witwe dem Sohne zu, wie anderes Erbgut.

- Auf Schweizer Gebiet war die Kaufehe bereits im germanischen Stammesrecht geregelt: Der Mann erwarb die Verfügungsgewalt über die Frau mittels Kaufpreis.